# 澳洲南乳魚
澳洲南乳魚（学名：Galaxias rostratus），為輻鰭魚綱胡瓜魚目南乳魚科的其中一種。被IUCN列為次級保育類動物，分布於澳洲新南威爾斯，體長可達12公分，棲息於在岩石或砂質底部上的水流邊緣，有時在水生植物之中，屬肉食性，以水生昆蟲與甲殼動物為食。

## 扩展阅读
維基物種上的相關：澳洲南乳魚